# 巴伦德·比斯赫费尔
巴伦德·威廉·比斯赫费尔（荷蘭語：Barend Willem Biesheuvel；1920年4月5日—2001年4月29日），荷兰反革命党（ARP）政治家，1971年7月6日至1973年5月11日担任荷兰首相。

## 生平
巴伦德·比斯赫费尔1920年4月5日出生在荷兰北荷兰省哈勒默利德（Haarlemmerliede）一个加尔文改革会家庭。父亲阿里(Arie Biesheuvel，生于1883年1月21日)，母亲约翰娜·玛格丽特(Johanna Margaretha "Antje" Troost，出生于1881年2月22日)，家中有三个兄弟和两个姐妹。在当地的学校完成他的中学教育后，1945年9月他毕业于阿姆斯特丹自由大学法律系。在接下来的两年比斯赫费尔曾在阿尔克马尔担任北荷兰省的食品专员秘书。1947年，他担任农业社会外交部门的秘书(现在的农业委员会)。1952年，担任荷兰基督教农民和园丁协会的(CBTB)总书记，1959年任协会的主席。同时他也是农业委员会、劳工基金会、中央赖夫艾森银行董事会和海德密(Heidemij)成员。
1956年至1963年，他当选反革命党众议院(议会下院)议员。从1957年到1961年是欧洲议会协商会议成员，1961年到1963年，成为欧洲议会议员。
1963年至1967年比斯赫费尔担任副首相，兼负责苏里南和荷属安的列斯群岛事务大臣以及农业和渔业大臣。1967年，他回到了众议院任反革命党领袖，同一时期他还主持了造船委员会和政府咨询改革委员会，并在公共和私营部门担任很多其他职位。如国家投资银行监事会主席、OGEM和荷航(KLM)监事会成员，国家咨询委员会负责选民与政策之间的关系、临时委员会负责交通、公共工程和水管理和部长级协调委员会北海事务大臣(ICONA)。
1945年11月22日，比斯赫费尔与女友威廉明娜（Wilhelmina Jacoba "Mies" Meuring，生于1919年8月7日）结婚，他们有两个女儿和一个儿子。比斯赫费尔久病之后2001年4月29日在哈勒姆的医院去世，享年八十一岁，和他的妻子安葬在布卢门达尔（Bloemendaal）墓地。